# Марфа-посадница (повесть)
«Марфа-посадница, или Покорение Новагорода» — историческая повесть русского писателя Николая Карамзина, впервые опубликованная в 1803 году в журнале «Вестник Европы».

## Сюжет
Действие повести происходит в XV веке. В центре сюжета — разгром Московским княжеством Новгородской республики. Главная героиня, Марфа Борецкая, в финале погибает на эшафоте, а Иван III обещает новгородцам, что он и его потомки будут править на благо народа.

## Значение
Создание «Марфы-посадницы» стало очередным проявлением интереса Карамзина к русской истории. Автор стремится здесь передать дух эпохи и сохранять верность историческим источникам. Он описывает гибель Новгородской республики в духе концепции о спасительной роли самодержавия, которую развил позже в «Истории государства Российского».